# Halka (film 1913)
Halka – polski film z 1913 roku. Film jest wierną adaptacją libretta autorstwa Włodzimierza Wolskiego do opery Halka Stanisława Moniuszki. Nie zachował się do naszych czasów.

## Obsada
- Stanisław Knake-Zawadzki (Stolnik),
- Aleksandra Rostkowska (Zofia, córka Stolnika),
- Jerzy Leszczyński (Janusz),
- Zygmunt Zaleski (Ziemba),
- Halina Starska (Halka),
- Lucjan Wiśniewski (Jontek)